# Walter Mixa

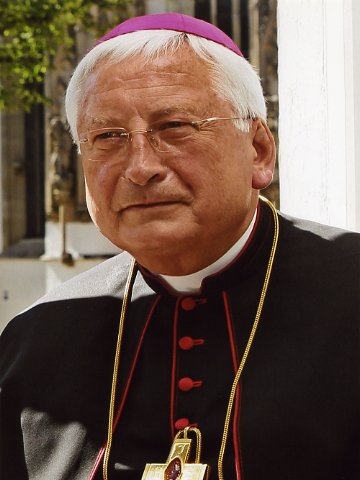
Walter Mixa

Wapen

Walter Mixa (Königshütte, 25 april 1941) is een Duits geestelijke en bisschop-emeritus van de Rooms-Katholieke Kerk.

## Levensloop
Mixa groeide op in Königshütte, het tegenwoordige Chorzów in Polen. Na de Tweede Wereldoorlog zagen zijn ouders zich gedwongen uit te wijken naar West-Duitsland. Hij studeerde vervolgens theologie in Dillingen en Fribourg. Hij werd in 1970 priester gewijd en promoveerde vervolgens aan de Universiteit Augsburg. 
Mixa was van 1996 tot 2005 bisschop van Eichstätt. In 2005 werd hij door paus Benedictus XVI, met wie hij al lange tijd bevriend was, benoemd tot bisschop van Augsburg. Als bisschop gold hij als uitgesproken conservatief. Mixa was bovendien legerbisschop van de Bondsrepubliek.

## Beschuldigingen seksueel misbruik
In april 2010 werd de bisschop beschuldigd van mishandeling van kinderen. Hierop bood hij zijn ontslag aan aan de paus. In mei 2010 werd de bisschop geconfronteerd met beschuldigingen van seksueel misbruik in de tijd dat hij bisschop van Eichstätt was. Paus Benedictus aanvaardde het ontslag van Mixa op 8 mei 2010.

## Ontslag van beschuldiging
Op 7 mei 2010 werd in Ingolstadt een vooronderzoek geopend betreffende mogelijk seksueel misbruik. Op 14 mei werd het afgesloten met een verklaring van de procureur Helmut Walter dat de beschuldiging door niets was bevestigd. De raadsman van Walter Mixa had de beschuldigingen afgewezen. In maart 2012 benoemde paus Benedictus XVI Mixa tot lid van de Pauselijke Raad voor het Pastoraat in de Gezondheidszorg.
- Bibliothèque nationale de France: cb12795495b (data)
- Gemeinsame Normdatei: 119478544
- International Standard Name Identifier: 0000 0001 1494 8976
- Library of Congress Control Number: n82022114
- Nationale Bibliotheek van Tsjechië: xx0094708
- Nederlandse Thesaurus van Auteursnamen: 068629931
- Virtual International Authority File: 86422391
- WorldCat: E39PBJtcBx96PtwTCbVMy6FdwC